# 1929 في بيرو
فيما يلي قوائم الأحداث التي وقعت خلال عام 1929 في بيرو.

## رياضة
- 1 يناير – الدوري البيروفي لكرة القدم 1929 الفائز نادي يونيفرسيتاريو.
- 1 يناير – بطولة أمريكا الجنوبية لألعاب القوى 1929

## مواليد

### مايو
- 16 مايو – ألبرتو تيري لاعب كرة قدم بيروفي.

### أغسطس
- 31 أغسطس – خوليو رامون ريبيرو كاتب بيروفي.

### نوفمبر
- 1 نوفمبر – كارلوس إم. أوتشوا عالم نبات بيروفي.

## وفيات

### يناير
- 1 يناير – فيديريكو باريتو (مواليد 1862) شاعر بيروفي.